# El Ángel de la Independencia

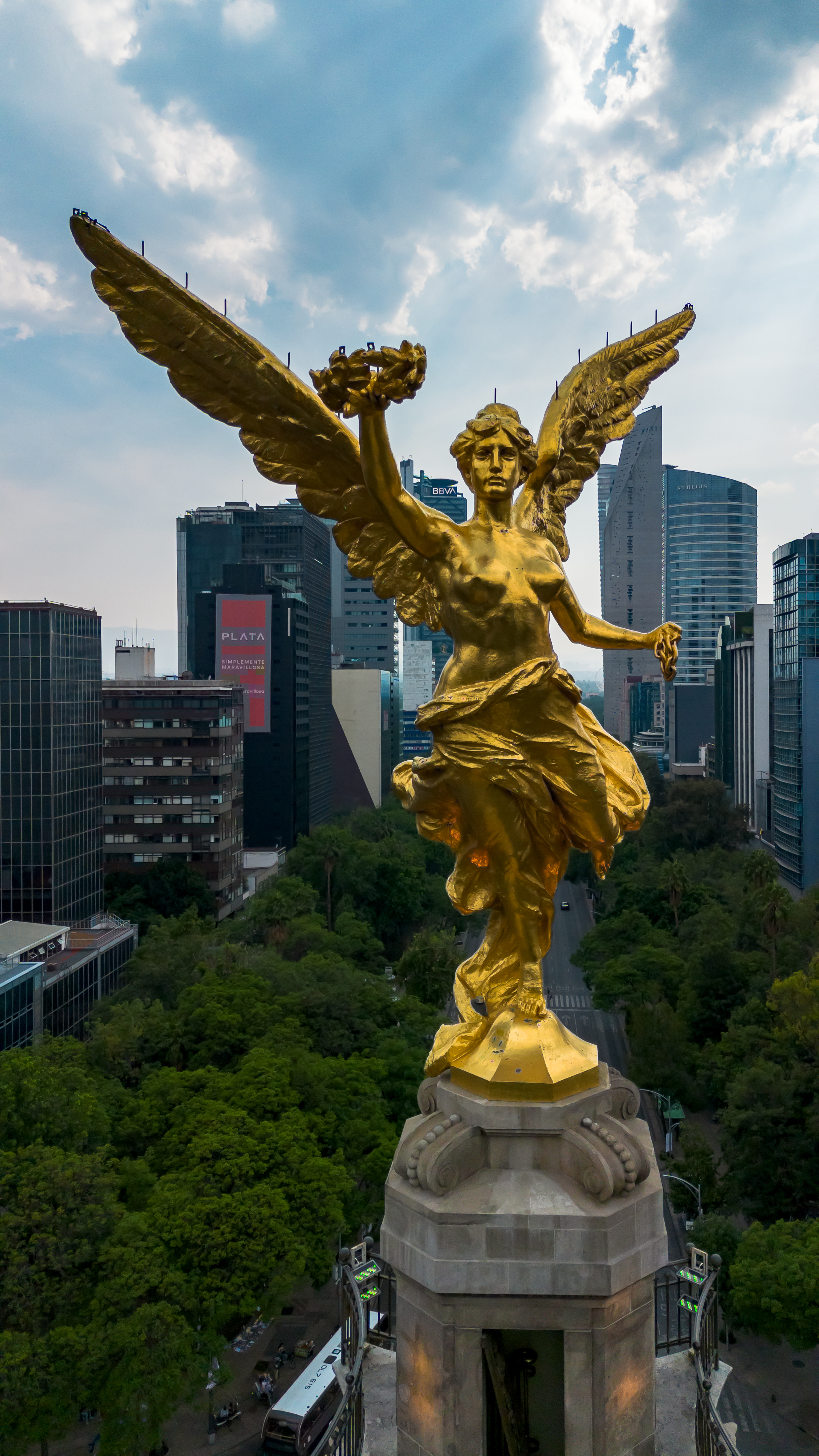
A “Vitória Alada” é uma escultura representando Niké que coroa o monumento.

O Monumento a la Independencia (comumente referido em espanhol como Ángel de la Independencia ou simplesmente El Ángel) é um monumento localizado no Paseo de la Reforma, no centro da Cidade do México. 
A coluna monumental foi inaugurada em 1910 pelo então presidente do México Porfirio Díaz em comemoração ao centenário da Guerra da Independência mexicana. Posteriormente, o monumento foi transformado em mausoléu para abrigar os restos mortais dos mais importantes heróis da história do país. É um dos monumentos mais emblemáticos da cidade e atualmente utilizado como ícone cultural da Cidade do México e local de diversas celebrações e manifestações nacionais.
Construída originalmente como uma coluna honorária encimada por uma estátua da Vitória alada portando uma coroa de louros e uma corrente de três elos partida, a coluna propriamente dita se ergue sobre um pedestal escalonado decorado por outras diferentes estátuas e inscrições alegóricas relativas à história mexicana.

## Descrição
A coluna possui base quadrangular com cada vértice apresentando uma escultura em bronze simbolizando os valores de lei, guerra, justiça e paz. Originalmente, nove degraus conduziam à base, mas devido à erosão do solo - problema contínuo na Cidade do México - outros quatorze degraus foram adicionados.
Na face principal da base voltada para o centro da Cidade do México, há a inscrição: La Nación a los Héroes de la Independencia ("A Nação aos Heróis da Independência"). De frente a esta inscrição está uma estátua de bronze de um leão laureado que guia uma criança que simboliza, segundo Rivas Mercado, "o povo mexicano forte na guerra e dócil na paz".
Junto à coluna encontra-se um conjunto de estátuas de mármore de alguns dos heróis da Guerra da Independência. A coluna em si possui 36 metros de altura e sua estrutura é de aço revestida de pedra polida, sendo decorada com guirlandas, palmeiras e anéis com os nomes das figuras proeminentes da Independência. Dentro da coluna há uma escadaria de duzentos degraus que conduz a um mirante com vista privilegiada do Paseo de la Reforma. O capitel em estilo coríntio é adornado por quatro águias com asas estendidas que figuravam no brasão de armas mexicano à época.
Encimando a coluna, há uma estátua de 6,7 metros da deusa Vitória de autoria de Enrique Alciati. Como em outras colunas triunfais semelhantes ao redor do mundo, esta estátua é feita de bronze e revestida em ouro, pesando sete toneladas. Na mão direita, o Anjo segura uma coroa de louros simbolicamente acima da cabeça de Miguel Hidalgo simbolizando a vitória enquanto na esquerda segura uma corrente quebrada simbolizando a liberdade.

## História

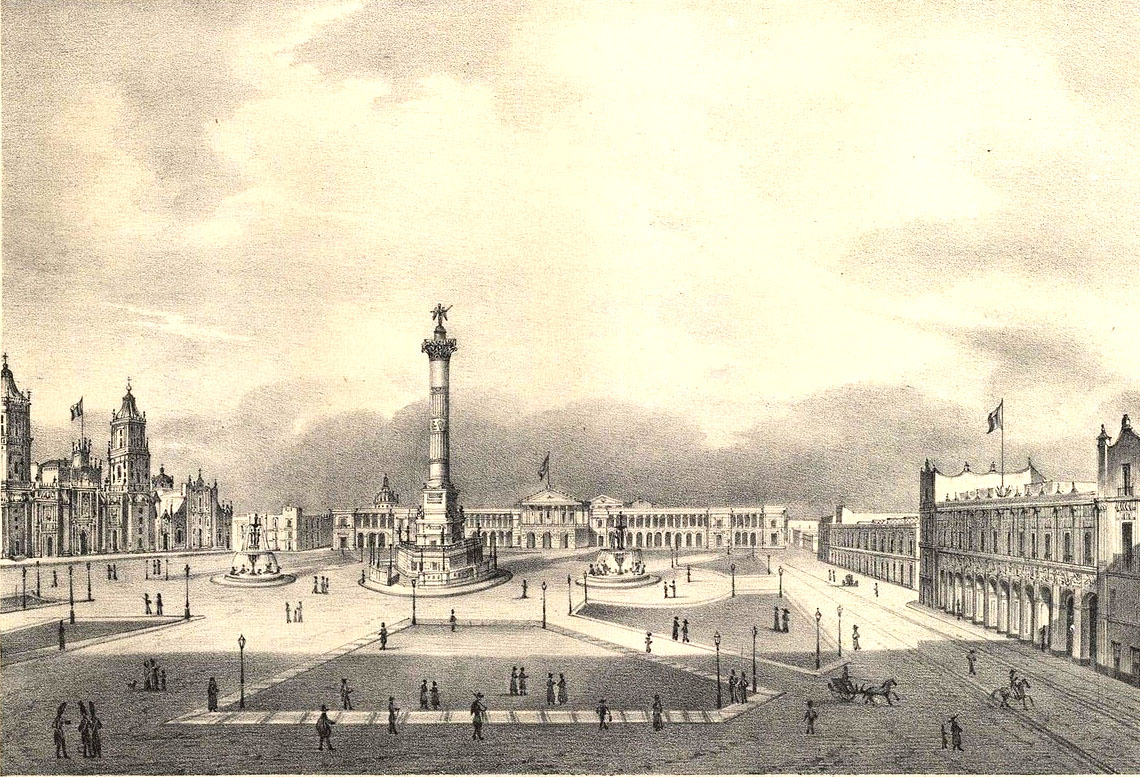
O primeiro monumento à Independência mexicana na Plaza Mayor, em 1840.

Após a Independência, os mexicanos consideraram construir um monumento aos heróis da batalha que perdurou mais de uma década, semelhante ao que havia sido construído anos antes em homenagem a Carlos III de Espanha. O local seria uma rotunda vazia anteriormente ocupada por um mercado popular na praça principal da Cidade do México. Foram planejados vários concursos arquitetônicos entre 1821 e 1843 que nunca chegaram a se concretizar devido à constante instabilidade política.
Em 1843, o então presidente Antonio López de Santa Anna convocou, com o apoio da Academia de San Carlos, um concurso para eleger o projeto do monumento à Independência. O regulamento do concurso solicitava que o projeto contemplasse as seguintes características: que se tratasse de um monumento sobre uma coluna honorária com altura mínima de 42 metros, encimado por uma estátua da Vitória, ao pé da qual haveria uma base ou pedestal adornado por estátuas e baixos-relevos revestidos de mármore, com estátuas e ornamentos em bronze.

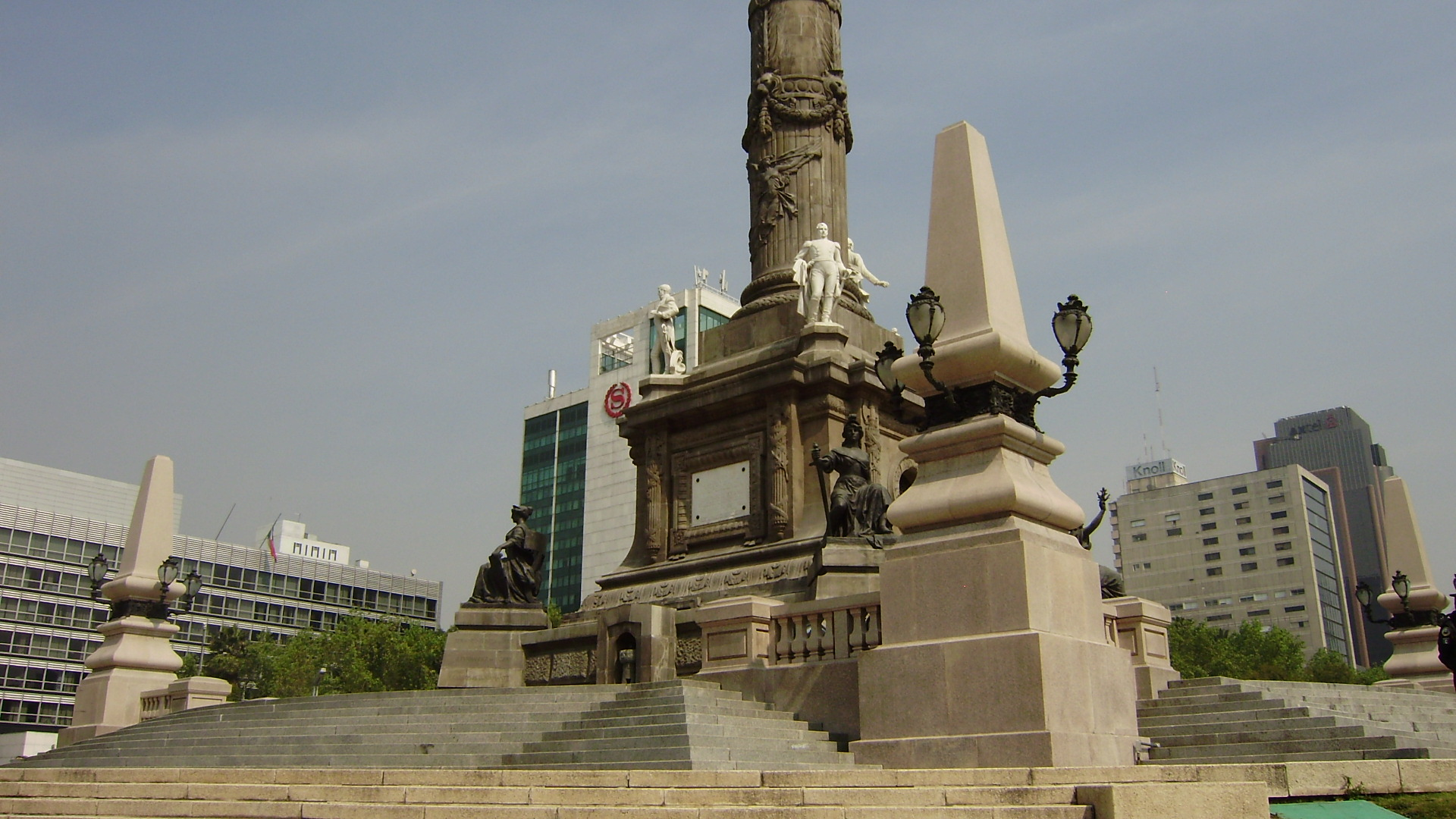
Escadarias e colunata circundante do Monumento à Independência.

O concurso contou com projetos de diversos arquitetos mexicanos e estrangeiros, tendo como vencedor o projeto do arquiteto francês Enrique Griffon, que foi selecionado pelos juízes da Academia de San Carlos. No entanto, López de Santa Anna não considerou o projeto adequado e optou pelo projeto de Lorenzo de la Hidalga. Ainda assim, Griffon recebeu o devido prêmio de primeiro colocado de 300 pesos mexicanos.
O projeto de Hidalga seguia ao regulamento, com uma coluna de ordem coríntia encimada por uma Vitória, com três baixos-relevos no pedestal, um representando o Grito de Dolores, outro a entrada do Exército das Três Garantias na Cidade do México e o terceiro representando a Batalha de Tampico, esta última vencida pelo próprio Santa Anna.

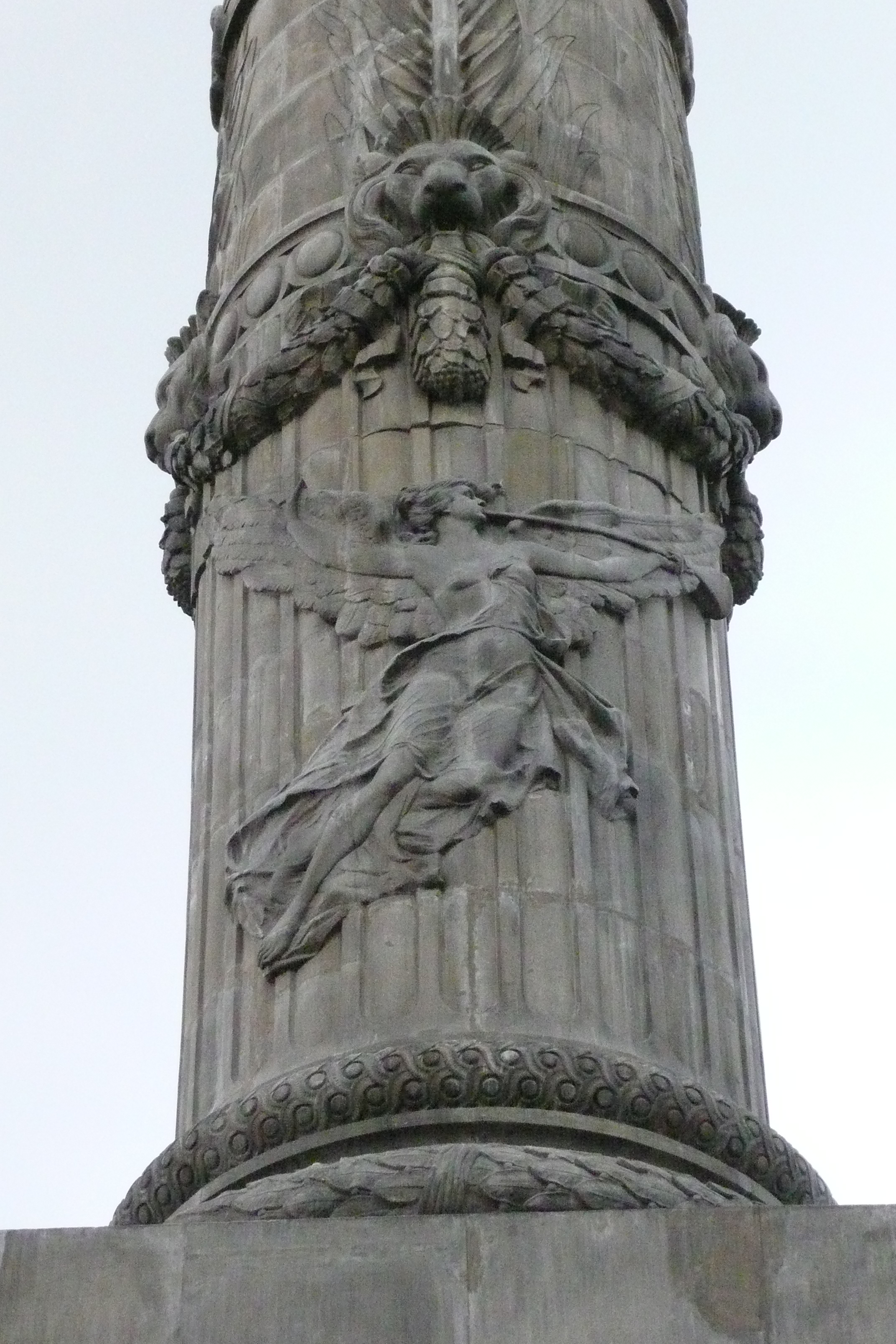
Detalhes do Monumento à Independência do México como a coroa de louros e o leão, representativos do povo mexicano.

Em 16 de setembro de 1843, foi lançada a pedra fundamental do monumento e teve início a construção da base e do plinto. Logo em seguida, a construção foi abandonada por falta de verbas públicas e a instabilidade política que se instaurou no país, restando apenas a base (ou zócalo) completo - que posteriormente batizaria a atual Praça da Constituição.
Em 1865, durante o Segundo Império Mexicano, foi convocado novamente um concurso para erguer o monumento, que foi vencido por Ramón Rodríguez Arangoity. A pedra fundamental foi, então, lançada pela própria Imperatriz Carlota, mas esta segunda tentativa foi abortada quando da queda do Império.
Restaurada a república mexicana sob Benito Juárez, a falta de verbas manteve qualquer projeto paralisado, mas decidiu-se continuar com os trabalhos de abertura ao público do chamado "Passeio do Imperador" - mais tarde rebatizado de "Paseo del Degollado" em homenagem a Santos Degollado, herói da Guerra da Reforma. Já no governo de Porfirio Díaz, surge uma série de empreendimentos imobiliários em torno do chamado Paseo de la Reforma, como os bairros populares de Tabacalera e Americana (hoje Juárez), para os quais se decidiu embelezar o passeio com estátuas de diferentes heróis da reforma, calçadas de paralelepípedos e bosques.
Em 1886, vinte e quatro anos após a comemoração do centenário da Independência, foi convocado um concurso internacional para construir um monumento à independência, desta vez vencido pela empresa estadunidense Cluzz & Shultz, de Washington, D.C. Em janeiro de 1887, o governo mexicano decidiu adiar as obras o que levou à empreiteira estadunidense a abandonar o projeto.

## Tumbas
Em 1925 os restos mortais dos heróis da Guerra da Independência do México, foram enterrados em um mausoléu na base do monumento: 
- Miguel Hidalgo y Costilla - Instigador chefe da Revolução e "Pai da Nação".
- José María Morelos - General e líder do movimento de independência após a execução de Hidalgo.
- Ignacio Allende - Tenente-general do exército insurgente e mais tarde líder rebelde.
- Juan Aldama - Um rebelde capitão e conspirador.
- José Mariano Jiménez - Tenente-coronel seguidor de Hidalgo.
- Guadalupe Victoria - Comandante do exército rebelde e primeiro presidente do México.
- Vicente Guerrero -  Insurgente geral após a morte de Morelos, é o segundo Presidente do México.
- Nicolás Bravo - Comandante do exército rebelde e posteriormente, presidente do México, em três ocasiões.
- Mariano Matamoros - Um sacerdote que serviu como tenente-general de Morelos.
- Andrés Quintana Roo - Insurgente e constitucionalista proeminente.
- Leona Vicario - Apoiante ativo do movimento rebelde e esposa de Andrés Quintana Roo.
- Francisco Javier Mina - Um oficial espanhol que se juntou à causa rebelde contra a monarquia absoluta de Fernando VII.
- Pedro Moreno - Insurgente.
- Víctor Rosales - Insurgente e guerrilheiro.